# Southern Voodoo
Southern Voodoo is een Belgische hardrockband die vooral bekend is vanwege een energieke live-act waarin zowel vuurwerk, een vuurspuwer als een go-godanseres (Sleazy Sandra) de revue passeren.

## Geschiedenis
Zanger-gitarist-songwriter Dominique De Vos was al actief geweest als muzikant, journalist, platenbaas (medeoprichter en naamgever van het stonerlabel Buzzville Records alvorens in 2001 Southern Voodoo op te richten, samen met bassist Geert Boeije. Boeije en hij worstelden zich in die eerste jaren doorheen een reeks bezettingen, concerten (onder andere een voorprogramma van Masters Of Reality) en demo's om in 2003 stabiliteit te vinden als trio met drummer Stef De Rijck die nog bij de Paranoiacs speelde.
Een eerste degelijke demo werd opgenomen met Ward Neirynck achter de knoppen en het nummer Cosmic Dancer kwam terecht op een compilatie-cd van rockblad Rock Tribune. De groep begon zich in de aandacht te spelen en kreeg de eerste open doekjes bij de rockpers. Op deze demo stond ook het nummer Kerosene Man, dat later opnieuw opgenomen werd voor hun debuut-cd en die tot op vandaag een van de sterkhouders is van hun live-set.
In 2004 verscheen hun eerste cd The Love Militia op het Belgische label Apache Productions. Geert Boeije was toen al vertrokken en voor de opnames vervangen door Kris Vandekerckhove (Cowboys & Aliens). The Love Militia katapulteert de groep naar een hoger plan (het Engelse Classic Rock Magazine kopt "Belgiums best rockband?" bij hun recensie van de cd) en bevatte met Honey Smile zelfs een relatief succesvolle single. Het werd opnieuw een periode van komen en gaan van groepsleden, iets wat de groep bleef achtervolgen. Een aantal bassisten en gitaristen passeerden zowel live als in het repetitiehok opnieuw de revue, totdat met Pieter Minne (gitaar) en Jean-Marc Talloen een bezetting gevonden werd die het uithield tot de opnames van de vinylplaat in 2008.
In 2007 verscheen hun tweede cd Devil's Drive, op hetzelfde label. De mix wordt gedaan door de Zweedse producer Chips Kiesbye die vooral bekend is van zijn werk met The Hellacopters en Millencolin.
In 2008 nam Southern Voodoo samen met Alex Agnew en diens band Diablo Blvd. een 10 inch-split-lp uit met een gezamenlijke cover van Billy Idol's Rebel Yell. Deze vinylplaat kwam uit op het Guru Gonorroe label.
Kort voor de release werd Jean-Marc Talloen vervangen door Gill De Bock, voorheen bekend van punkrockband Bad Preachers.
Hun derde cd Neon Dust Baby! verscheen in april 2009 op Music Avenue/Rokorola Records. Net zoals bij hun vorige uitgaven (The Love Militia werd deels opgenomen bij rootsgitarist Dirk Coussement) werden de opnames opnieuw gedaan door Dominique De Vos. De mix is terug in handen van een topproducer in de vorm van de Zweed Anders "Theo" Theander (Backyard Babies, Pain of Salvation.)

## Bandleden
- Dominique De Vos - zang, gitaar
- Pieter Minne - gitaar
- Stef De Rijck -drums
- Gill De Bock - bas

## Discografie
- Southern Voodoo (demo - 2004)
- Love Militia (cd -2005)
- Devil's Drive (cd - 2007)
- Rebel Yell (lp - 2008)
- Neon Dust Baby (cd - 2009)